# Tayrac, Aveyron
 Tayrac  là một xã ở tỉnh Aveyron, thuộc vùng Occitanie ở miền nam nước Pháp.